# Asterigerinatidae
Asterigerinatidae es una familia de foraminíferos bentónicos de la superfamilia Asterigerinoidea, del suborden Rotaliina y del orden Rotaliida. Su rango cronoestratigráfico abarca desde el Campaniense (Cretácico superior) hasta la Actualidad.

## Clasificación
Asterigerinatidae incluye a los siguientes géneros:
- Altasterella †
- Asterigerinata
- Asterigerinella †
- Asterigerinoides †
- Biasterigerina
- Boltovskoyella †
- Dublinia
- Eoeponidella
- Hubbardina
- Mullinoides
- Narayania †
- Pninaella

Otros géneros considerados en Asterigerinatidae son:
- Asterellina, aceptado como Eoeponidella
- Asterigerinita, aceptado como Altasterella
- Carlfranklinia, aceptado como Dublinia
- Heminwayina, aceptado como Eoeponidella
- Umboasterella, considerado subgénero de Eoeponidella, Eoeponidella (Umboasterella)